# Rydal Mount

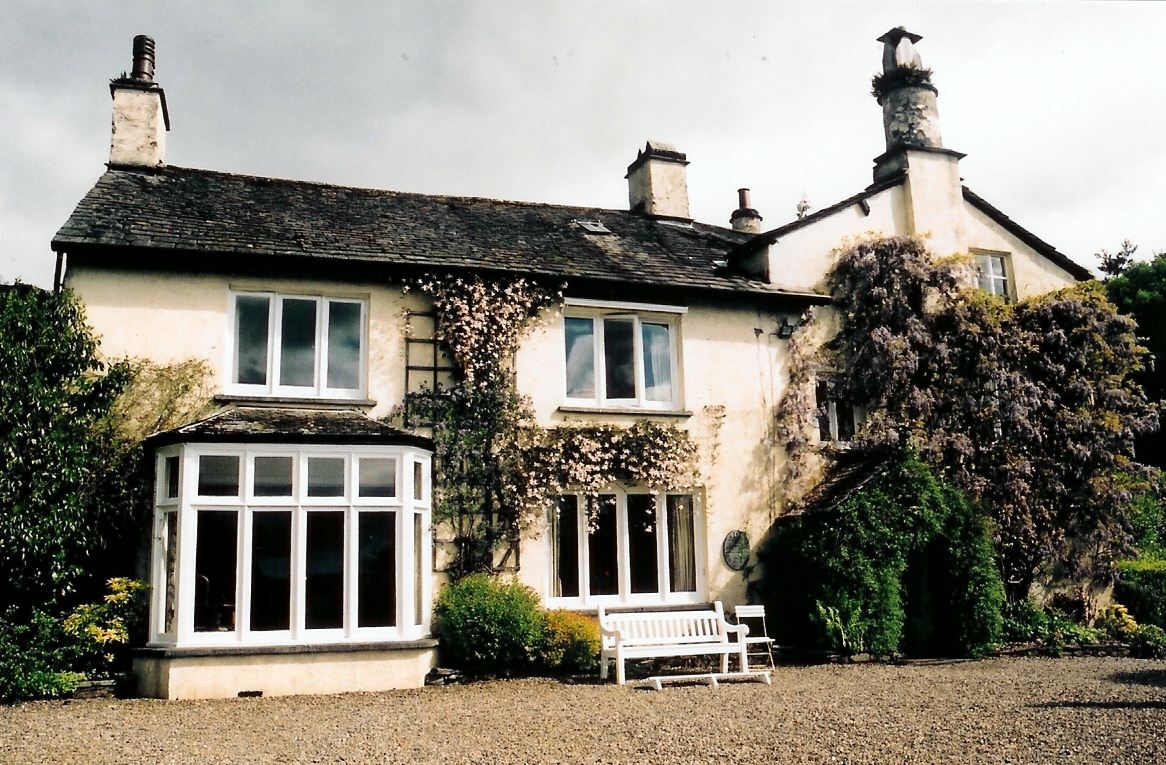
Rydal Mount, dove visse il poeta William Wordsworth

Rydal Mount è una casa vicino Ambleside nel Lake District. È meglio nota per essere stata la casa del poeta William Wordsworth dal 1813 fino alla sua morte nel 1850.
William Wordsworth nacque a Cockermouth nella regione di Cumberland nel 1770, e conosceva bene il Lake District sin dalla sua infanzia. Si trasferì all'Università di Cambridge nel 1787, e viaggiò in Britannia e in Europa per 12 anni. Passò circa 8 anni al Dove Cottage nella vicina Grasmere dal 1799 al 1808, ma fu costretto a trasferirsi in una casa più grande per esigenze di famiglia. Dopo un periodo ad Allan Bank a Grasmere, Wordsworth si trasferì a Rydal Mount nel 1813.
Dalla casa si possono vedere sia il Lago di Grasmere sia il Lago di Windermere. William progettò il giardino di Rydal, e diceva spesso che si trattava del suo ufficio al di fuori della casa, in contrapposizione al suo studio che era all'interno. Nella parte alta del giardino, nascosto dalla casa principale, ma con la vista su entrambi i terreni e i due vicini laghi, costruì il "Rifugio per scrivere" (Writing Hut) dove dedicava gran parte del suo tempo alla scrittura. Questa capanna consisteva semplicemente in un banco con un piccolo tetto, ma forniva riparo dalle piogge frequenti e una "fuga" dalla casa. Visse il resto della sua vita qui, fino alla morte avvenuta all'età di 80 anni. 
Inoltre qui venne spesso in visita il suo amico Samuel Taylor Coleridge che aveva preso casa a Keswick.
I Wordsworth continuarono la loro proprietà per 46 anni, a seguito della morte di William nel 1850 e di quella della moglie Mary nel 1859.
Rydal Mount fu acquistata nel 1969 da Mary Henderson, pro-nipote di William. Ancora oggi è di proprietà della famiglia Wordswoth e fu aperta al pubblico nel 1970.

## Galleria d'immagini

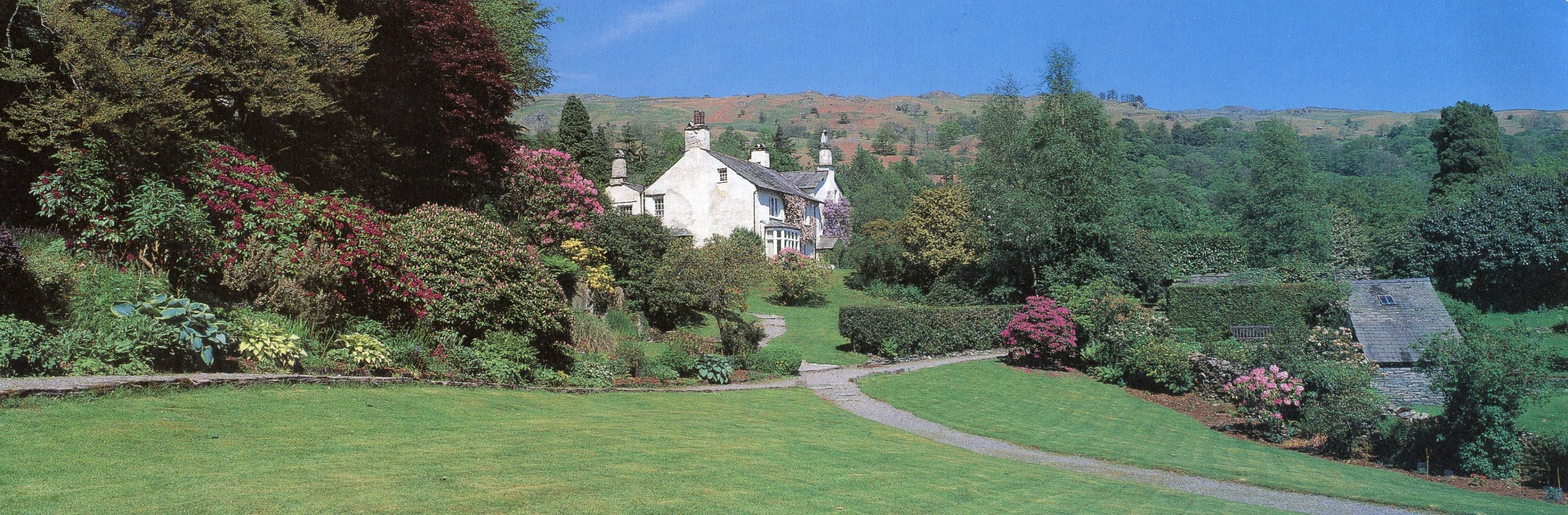
Vista panoramica di Rydal Mount.
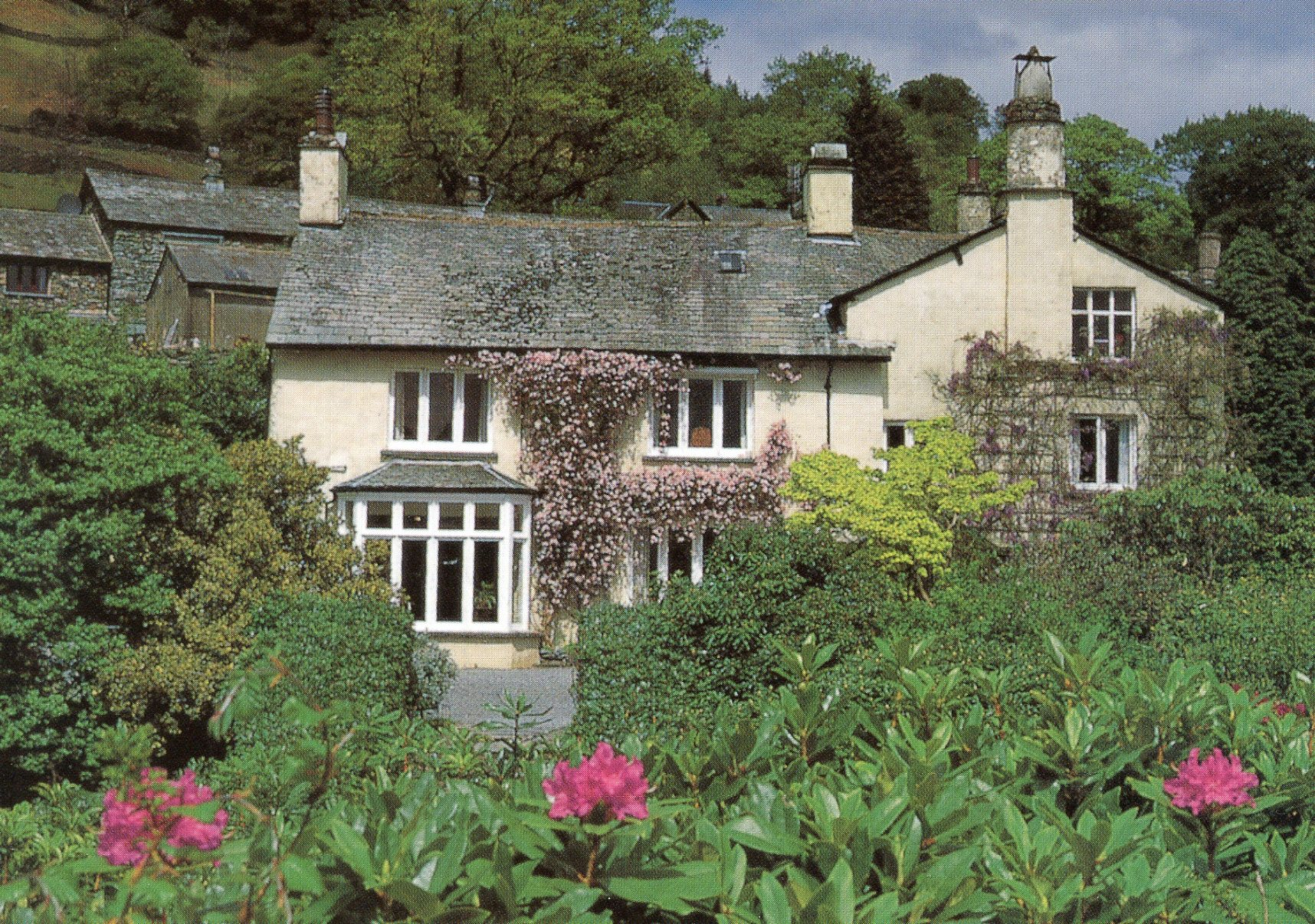
Vista del giardino.
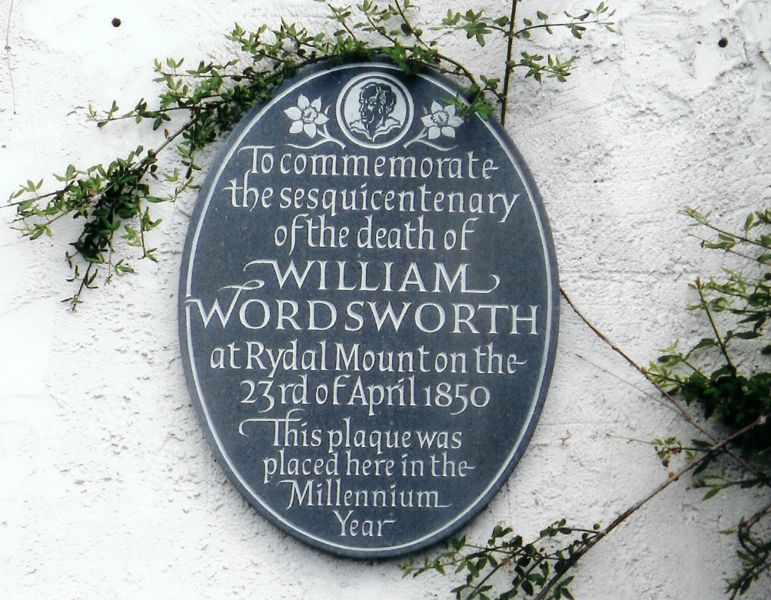
Placca commemorativa.